# Johannes Honterus

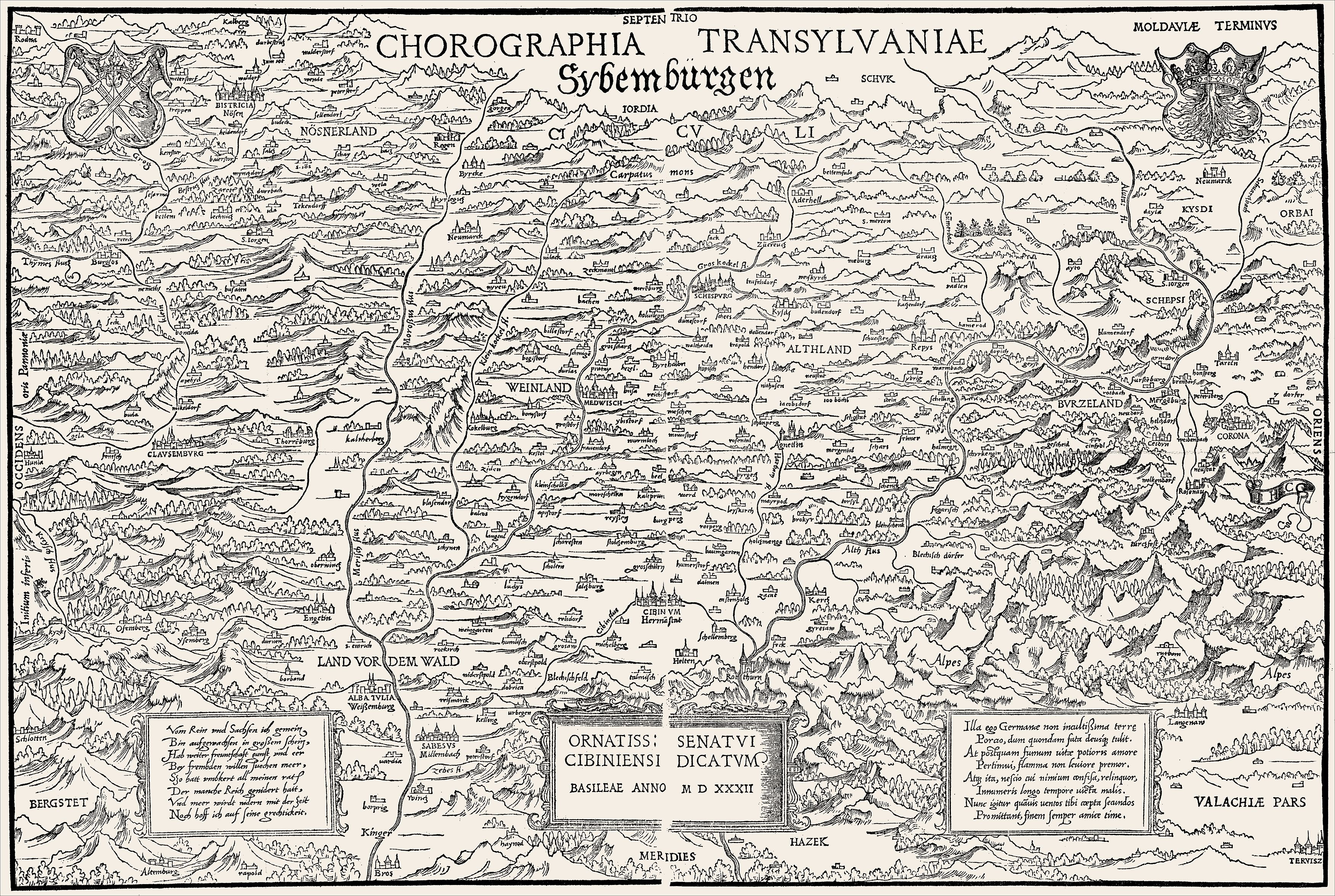
Chorographia Transylvaniae, 1532

Johannes Honterus, născut Austen (n. 1498, Brașov, Regatul Ungariei – d. 23 ianuarie 1549, Rusia) a fost un învățat umanist sas, reformator religios al sașilor din Transilvania, fondatorul gimnaziului săsesc din Brașov, din curtea Bisericii Negre, actualul Liceu Johannes Honterus. Numele de Honterus, pe care îl folosește mai târziu, este forma latinizată derivată din „Honter”, denumirea săsească a cuvântului Holler sau Holunder (în traducere „soc”). Prin activitatea sa vastă și multilaterală, a dobândit încă din viață un meritat renume, ce a depășit granițele țării în care a trăit.

## Biografie
Tatăl său, Georg Austen (ori Aust), maistru tăbăcar, poseda și o fermă, aparținea burgheziei înstărite din Brașov. Fiul său, Johannes, a primit o educație solidă, probabil de la călugării dominicani. În anul 1520 se înscrie la Universitatea din Viena sub numele de Johannes Aust, unde primește deja în anul 1522 gradul de"Baccalaureus", iar în anul 1525 titlul de "magister artium", de data aceasta pe numele de Johannes Holler Coronensis (Kronstadt = Orașul Coroanei). În timpul asediului Vienei de către armatele Imperiului Otoman, în 1529, Honterus se refugiază la Regensburg, la istoricul Johannes Turmair-Aventinus. În acest timp purta deja numele de Johannes Hynter-Hunterus. În 1530 a predat la Universitatea Jagiellonă din Cracovia (Polonia), sub numele de Johannes Georgii de Corona, Artium Magister Viennesis. În același an publică primele sale lucrări, o descriere a lumii și o gramatică latină. În următorii trei ani se află la Basel, centrul umanismului european din acel timp, în special prin persoana lui Erasmus din Rotterdam. În Basel învață gravura în lemn și se inițiază în arta tipografiei. Aici tipărește în 1532 cunoscuta reprezentare cartografică a Transilvaniei: ,,Chorographia Transylvaniae Sybembürgen".

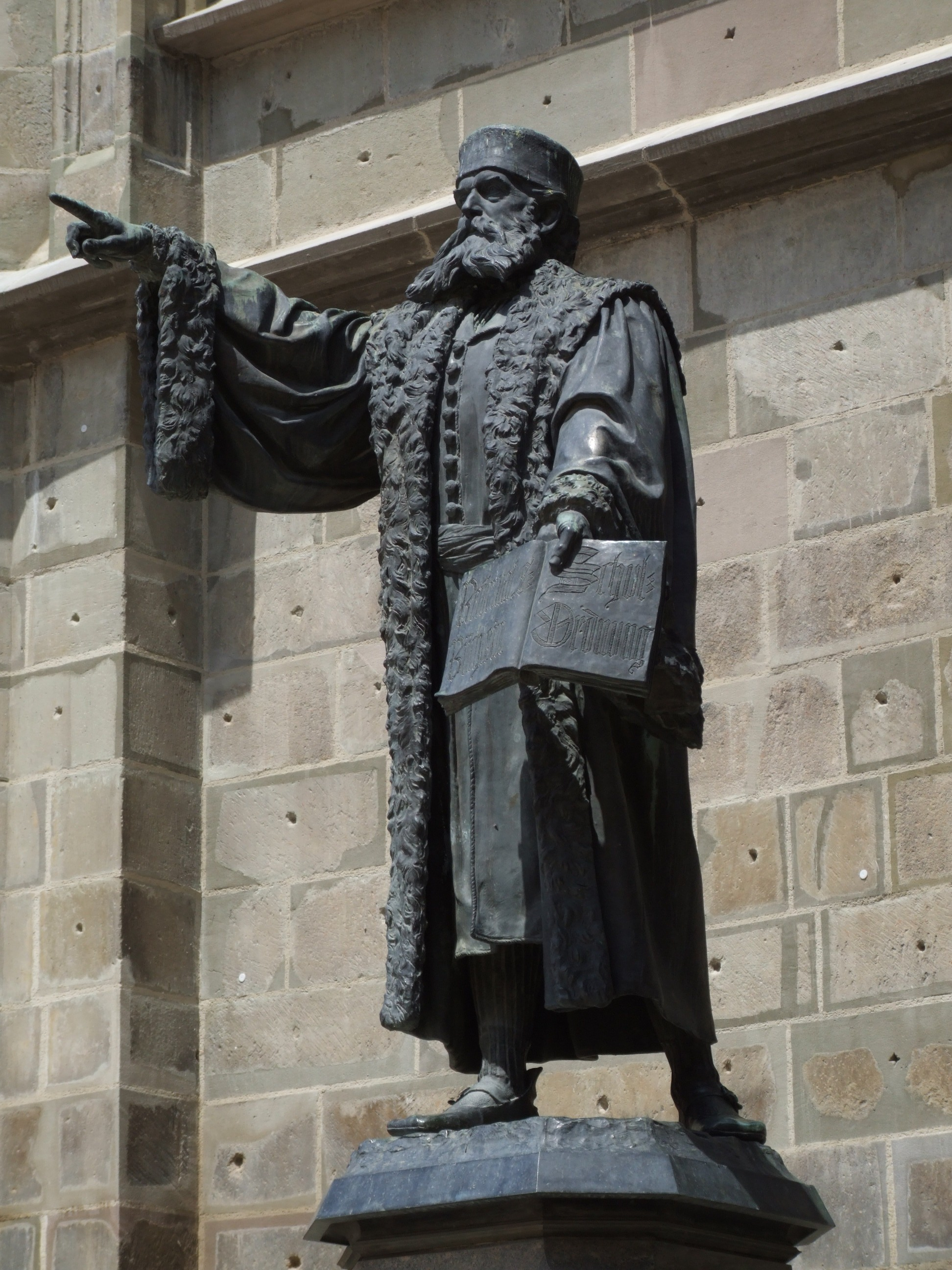
Statuia lui Johannes Honterus din Brașov

### Din nou în Brașov
În anul 1533 Honterus revine din Basel la Brașov, fiind chemat de către primarul Brașovului din acele timpuri, se căsătorește în 1535, este ales în „Adunarea celor o sută”, iar în 1536 devine Consilier Comunal. În Brașov a înființat una din primele tipografii din Transilvania (începând cu 1529 a funcționat o tipografie la Sibiu, concomitent cu tipografia lui Gaspar Heltai de la Cluj). Printre altele, Honterus tipărește în 1541 cartea Rudimenta Cosmographiae (manual de geografie) și în 1543 cartea Reformationsbüchlein für Kronstadt und das Burzenland („Cărticica de reformă pentru Brașov și Țara Bârsei”) și Apologia, iar în 1547, Kirchenordnung aller Deutschen in Siebenbürgen („Regulamentul bisericilor tuturor germanilor din Transilvania”), care cuprindeau principalele teze ale reformei evanghelice a bisericii sașilor din Transilvania, de inspirație luterană. În anul 1546 a fost înființată la Brașov, la insistențele lui Honterus, prima fabrică de hârtie din regiune, care va livra hârtie și în Țara Românească și Moldova.
Johannes Honterus se interesează în mod deosebit de educația tineretului. El reorganizează vechea școală orășenească de limbă germană din Brașov, ce data din 1388. În 1541 se construiește o nouă clădire pentru școală, în locul unei mănăstiri, iar un an mai târziu, clădirea unei biblioteci proprii a școlii. În 1542 are loc, în cadrul școlii, prima reprezentație teatrală din regiune. Honterus elaborează un regulament de funcționare a școlii, Constitutio Scholae Coronensis (1543) și pune bazele unei organizații a elevilor, Coetus, unde elevii aveau multă libertate de decizie și acțiune, cu scopul dezvoltării și pregătirii lor pentru viața în societate. Gimnaziul umanist înființat de Honterus a jucat un rol deosebit în viața culturală a Transilvaniei și a rămas până în zilele noastre o instituție de prestigiu. Johannes Honterus moare la 23 ianuarie 1549 în Brașov și este înmormântat în Biserica Neagră. Pe mormântul lui se află inscripții și sculpturi excepționale.

## Statuia lui Johannes Honterus
În curtea Bisericii Negre din Brașov se află Statuia lui Johannes Honterus, o operă a sculptorului berlinez Haro Magnussenm, dezvelită în 21 august 1898. Pe soclul monumentului se află două basoreliefuri din bronz. Placa de pe latura vestică îl arată pe umanist în tipografia sa, unde s-au realizat primele tipărituri în anul 1539, iar cea de pe latura estică prezintă scena în care Johannes Honterus acordă împărtășania unui bolnav în prezența familiei acestuia.